# Neogymnocrinus
Neogymnocrinus is een geslacht van zeelelies uit de familie Sclerocrinidae.

## Soorten
- Neogymnocrinus richeri (Bourseau, Améziane-Cominardi & Roux, 1987)